# Lijst van Belgische paralympiërs
Dit is een alfabetische lijst van Belgische paralympiërs, en oud-paralympiërs, hun discipline(s) en deelnames. Deze lijst is niet compleet.

## A
| sporter             | sport/sporten                 | deelname                                                    | medailles |
| ------------------- | ----------------------------- | ----------------------------------------------------------- | --------- |
| Rudy van den Abelle | zwemmen                       | Toronto 1976                                                |           |
| Andre Allemeersch   | atletiek en rolstoelbasketbal | Tel Aviv 1968 - Heidelberg 1972 - Toronto 1976 - Seoel 1988 |           |
| Brigitte Ameryckx   | rolstoeltennis                | Sydney 2000                                                 |           |
| Stanny Appermont    | Atletiek                      | Barcelona 1992 - Atlanta 1996                               |           |

## B
| sporter                 | sport/sporten                     | deelname                                                                      | medailles |
| ----------------------- | --------------------------------- | ----------------------------------------------------------------------------- | --------- |
| Mario de Baene          | Atletiek en CP-voetbal            | Arnhem 1980 - New York & Stoke Mandeville 1984 - Seoel 1988                   | 1x 1x 2x  |
| Francis de Baerdemaeker | Paardrijden (dressuur)            | Sydney 2000                                                                   | 1x        |
| Jasper Balcaen          | Alpineskiën                       | Sotsji 2014                                                                   |           |
| Filip Bardoel           | boogschieten, zwemmen en Atletiek | Toronto 1976 - Arnhem 1980 - New York & Stoke Mandeville 1984 - Seoel 1988    | 1x 1x     |
| Sabrina Bellavia        | zwemmen                           | Barcelona 1992 - Atlanta 1996 - Sydney 2000                                   | 2x 3x     |
| Jean-Luc Bero           | Boccia                            | Sydney 2000                                                                   |           |
| Juan Bernal             | rolstoelbasketbal                 | Seoel 1988                                                                    |           |
| Youssef Bihi            | goalball                          | Beijing 2008 - Londen 2012                                                    |           |
| Francine Billiet        | Atletiek                          | Arnhem 1980                                                                   |           |
| Dirk Boon               | wielrennen (weg en tijdrit)       | Athene 2004                                                                   | 1x        |
| Jos Boonen              | Schieten                          | Barcelona 1992 - Atlanta 1996 - Sydney 2000 - Athene 2004                     | 1x 1x     |
| Kris Bosmans            | Wielersport                       | Londen 2012                                                                   |           |
| Ingrid Borre            | tafeltennis                       | New York & Stoke Mandeville 1984 - Seoel 1988 - Barcelona 1992 - Atlanta 1996 | 3x 2x     |
| Jan Boyen               | wielrennen (weg en tijdrit)       | Beijing 2008                                                                  | 1x        |
| Achiel Braet            | Atletiek                          | Toronto 1976 - Arnhem 1980                                                    | 5x 1x     |
| Wilfred van Brauene     | tafeltennis, schermen en Atletiek | Tel Aviv 1968 - Heidelberg 1972 - Toronto 1976                                | 1x        |
| Peter Brepoels          | Atletiek                          | Barcelona 1992                                                                |           |
| Marianne van Brussel    | Atletiek                          | Atlanta 1996                                                                  | 1x        |
| Giovanni Bruttomesso    | tafeltennis                       | Seoel 1988 - Barcelona 1992                                                   |           |
| Andre van den Bussche   | langlaufen                        | Örnsköldsvik 1976                                                             |           |
| Ludwig Budeners         | quad rugby                        | Athene 2004 - Londen 2012                                                     |           |
| Vincent Buisseret       | goalball                          | Beijing 2008                                                                  |           |

## C
| sporter           | sport/sporten                       | deelname                                                                     | medailles |
| ----------------- | ----------------------------------- | ---------------------------------------------------------------------------- | --------- |
| Franco Cassamassa | tafeltennis                         | Toronto 1976                                                                 |           |
| Michel Cant       | atletiek en rolstoelbasketbal       | New York & Stoke Mandeville 1984 - Seoel 1988                                |           |
| Luc Ceulemans     | Atletiek                            | Atlanta 1996                                                                 |           |
| Marcel Chollot    | Atletiek en bankdrukken             | Toronto 1976 - Arnhem 1980                                                   | 1x        |
| Pieter Cilissen   | Boccia                              | Sydney 2000 - Londen 2012                                                    |           |
| Denis Colle       | Snowboarden                         | Sotsji 2014                                                                  |           |
| Marie Coosemans   | Atletiek                            | Arnhem 1980                                                                  | 1x        |
| Annie Cornil      | Atletiek                            | Toronto 1976 - Arnhem 1980                                                   | 1x 1x     |
| Pascal Cornelis   | zwemmen                             | Toronto 1976 - Arnhem 1980 - New York & Stoke Mandeville 1984                | 5x        |
| Dirk Cossaer      | zwemmen en atletiek                 | Toronto 1976                                                                 |           |
| Pierre de Coster  | alpineskiën, langlaufen en Atletiek | Toronto 1976 - Innsbruck 1984 - Innsbruck 1988 - Tignes-Albertville 1992     |           |
| Geert Couchez     | wielrennen (weg en tijdrit)         | Seoel 1988 - Barcelona 1992                                                  | 1x 1x     |
| Chris de Craene   | zwemmen en atletiek                 | Arnhem 1980 - New York & Stoke Mandeville 1984 - Seoel 1988 - Barcelona 1992 | 1x 2x     |
| Lionel Creyf      | zwemmen en atletiek                 | Arnhem 1980 - New York & Stoke Mandeville 1984                               | 1x        |
| Marc Craens       | Boccia                              | Barcelona 1992                                                               |           |
| Guy Culot         | wielrennen (weg en tijdrit)         | Seoel 1988 - Barcelona 1992 - Atlanta 1996 - Sydney 2000                     | 2x 1x     |
| Roby Cusseneers   | tafeltennis                         | New York & Stoke Mandeville 1984 - Seoel 1988                                | 1x        |

## D
| sporter             | sport/sporten            | deelname                                                                              | medailles |
| ------------------- | ------------------------ | ------------------------------------------------------------------------------------- | --------- |
| Marc Daes           | Schermen                 | Barcelona 1992                                                                        |           |
| Georges van Damme   | Atletiek                 | Barcelona 1992 - Atlanta 1996                                                         |           |
| Thierry Daubresse   | Atletiek                 | Atlanta 1996 - Sydney 2000                                                            | 1x 1x     |
| Sven Decaesstecker  | zwemmen                  | Athene 2004 - Beijing 2008 - Londen 2012                                              |           |
| Theo Decicco        | bankdrukken              | New York & Stoke Mandeville 1984                                                      | 1x        |
| Wim Decleir         | Wielersport              | Londen 2012                                                                           |           |
| Johan Degriuse      | zwemmen                  | Toronto 1976                                                                          |           |
| Gino De Keersmaeker | atletiek                 | Barcelona 1992 - Atlanta 1996 - Sydney 2000 - Athene 2004 - Sydney 2008 - Londen 2012 | 1x 2x     |
| Rudy Deketele       | CP-voetbal               | Barcelona 1992                                                                        |           |
| Ulricke Dekeyzer    | Paardensport             | Londen 2012                                                                           |           |
| Kirsten De Laender  | Boccia                   | Londen 2012                                                                           |           |
| Pierre Delaunois    | boogschieten             | New York & Stoke Mandeville 1984 - Seoel 1988                                         |           |
| Frederic Delaunoy   | zwemmen                  | Barcelona 1992 - Atlanta 1996                                                         |           |
| Koen Delen          | quad rugby               | Athene 2004                                                                           |           |
| Yves Delwasse       | tafeltennis              | Barcelona 1992 - Atlanta 1996                                                         |           |
| Mike Denayer        | Tennis                   | Londen 2012                                                                           |           |
| Pieter Deprest      | Atletiek                 | Seoel 1988                                                                            |           |
| John Deraet         | Atletiek en zwemmen      | Toronto 1976                                                                          |           |
| Johan de Rick       | goalball                 | Beijing 2008 - Londen 2012                                                            |           |
| Aime Desal          | Atletiek en boogschieten | Tel Aviv 1968 - Toronto 1976                                                          | 1x 1x     |
| Giovanni Desmit     | Atletiek                 | Seoel 1988                                                                            |           |
| Ben Despineux       | Tafeltennis              | Londen 2012                                                                           |           |
| Luc Dessart         | Schieten                 | Barcelona 1992 - Atlanta 1996 - Athene 2004                                           |           |
| Natasha De Troyer   | Alpineskiën              | Turijn 2006 - Vancouver 2010                                                          |           |
| Jozef Devriese      | tafeltennis              | Toronto 1976 - Arnhem 1980 - New York & Stoke Mandeville 1984                         | 2x        |
| Cydie Dierckens     | Schieten                 | Seoel 1988                                                                            |           |
| Herbert Diman       | bankdrukken              | Seoel 1988 - Barcelona 1992                                                           |           |
| Noel van Dooren     | tafeltennis              | Toronto 1976 - Arnhem 1980                                                            | 1x        |
| Mario Dorigo        | Schieten                 | Seoel 1988 - Barcelona 1992                                                           | 3x        |
| Paul Driesen        | Boccia                   | Atlanta 1996                                                                          | 1x        |
| David Duquenne      | Rugby                    | Londen 2012                                                                           |           |

## E
| sporter             | sport/sporten               | deelname       | medailles |
| ------------------- | --------------------------- | -------------- | --------- |
| Danny van Eenooghe  | goalball                    | Beijing 2008   |           |
| Johann Eerdekens    | Atletiek                    | Barcelona 1992 |           |
| Bernard Engelbrecht | rolstoelbasketbal           | Seoel 1988     |           |
| Marc Eymard         | wielrennen (weg en tijdrit) | Beijing 2008   |           |

## F
| sporter           | sport/sporten                      | deelname                                                      | medailles |
| ----------------- | ---------------------------------- | ------------------------------------------------------------- | --------- |
| Santino Fenucci   | boogschieten                       | Toronto 1976 - Arnhem 1980                                    |           |
| Raphael Fernandez | tafeltennis                        | Seoel 1988                                                    |           |
| Luc Festen        | wielrennen (tandem weg en tijdrit) | Barcelona 1992 - Atlanta 1996                                 |           |
| Andre Fievez      | Atletiek en zwemmen                | Toronto 1976 - Arnhem 1980                                    |           |
| Robert Fraeyman   | Atletiek                           | Toronto 1976 - Arnhem 1980 - New York & Stoke Mandeville 1984 | 1x        |

## G
| sporter        | sport/sporten               | deelname | medailles |
| -------------- | --------------------------- | --- | --------- |
| Joachim Gérard | Tennis                      | Beijing 2008 - Londen 2012                                                                                   |           |
| Peter Genijn   | quad rugby                  | Athene 2004 - London 2012                                                                                    |           |
| Michèle George | Paardensport                | London 2012                                                                                                  |           |
| Harry Geyskens | alpineskiën                 | Tignes-Albertville 1992 - Lillehammer 1994                                                                   |           |
| Dimitri Ghion  | tafeltennis                 | Barcelona 1992 - Atlanta 1996 - Sydney 2000 - Athene 2004                                                    | 1x 2x     |
| Yves Godimus   | wielrennen (weg en tijdrit) | Beijing 2008                                                                                                 |           |
| Claude Goffin  | Atletiek en tafeltennis     | Arnhem 1980 - Barcelona 1992                                                                                 |           |
| Jan Gosselin   | Atletiek                    | Atlanta 1996 - Sydney 2000                                                                                   |           |
| Benny Govaerts | atletiek                    | Seoel 1988 - Barcelona 1992 - Atlanta 1996 - Sydney 2000 - Athene 2004                                       | 4x 1x 2x  |
| Guy Grun       | boogschieten                | Tel Aviv 1968 - Heidelberg 1972 - Toronto 1976 - Arnhem 1980 - New York & Stoke Mandeville 1984 - Seoel 1988 | 3x 2x     |
| Andre Gurman   | bankdrukken en atletiek     | Tel Aviv 1968 - Heidelberg 1972 - Toronto 1976                                                               |           |

## H
| sporter                | sport/sporten                      | deelname                                                                                                  | medailles |
| ---------------------- | ---------------------------------- | --- | --------- |
| Leopold de Haes        | tafeltennis                        | Toronto 1976                                                                                              |           |
| Johan Hardy            | wielrennen                         | Atlanta 1996                                                                                              |           |
| Sonia de Hauwere       | atletiek                           | Barcelona 1992                                                                                            |           |
| Raf Hendrix            | Rugby                              | Londen 2012                                                                                               |           |
| Roger Hendrickx        | langlaufen                         | Örnsköldsvik 1976                                                                                         |           |
| Jean Pierre Henrard    | wielrennen (tandem weg en tijdrit) | Barcelona 1992                                                                                            |           |
| Joseph Henrard         | wielrennen (tandem weg en tijdrit) | Barcelona 1992                                                                                            |           |
| Frederic van den Heede | atletiek                           | Beijing 2008 - Londen 2012                                                                                |           |
| Raymond van Herck      | Atletiek                           | Barcelona 1992                                                                                            |           |
| Alex Hermans           | atletiek                           | Arnhem 1980 - New York & Stoke Mandeville 1984 - Seoel 1988 - Barcelona 1992 - Atlanta 1996 - Sydney 2000 | 6x 1x     |
| Julien van Herreweghe  | langlaufen                         | Örnsköldsvik 1976                                                                                         |           |
| Rik Himpe              | Atletiek en CP-voetbal             | Arnhen1980 - New York & Stoke Mandeville 1984 - Seoel 1988 - Barcelona 1992                               | 1x 2x     |
| Christophe Hindricq    | quad rugby                         | Athene 2004 - Londen 2012                                                                                 |           |
| Eric Hollander         | tafeltennis                        | Seoel 1988                                                                                                | 1x        |
| Ludo van Hoof          | atletiek                           | Arnhem 1980                                                                                               |           |
| Johan van Hoof         | atletiek                           | New York & Stoke Mandeville 1984                                                                          |           |
| Linda Hortz            | Schieten                           | Barcelona 1992                                                                                            |           |
| Peter van Hout         | goalball                           | Beijing 2008                                                                                              |           |
| Jean-Marie van Hulle   | rolstoelbasketbal                  | Seoel 1988                                                                                                |           |

## I
| sporter     | sport/sporten | deelname                         | medailles |
| ----------- | ------------- | -------------------------------- | --------- |
| Paul Iliano | Schieten      | New York & Stoke Mandeville 1984 |           |

## J
| sporter       | sport/sporten                 | deelname                                       | medailles |
| ------------- | ----------------------------- | ---------------------------------------------- | --------- |
| Wim Jacob     | schermen                      | Toronto 1976                                   |           |
| Frank Jespers | zwemmen, atletiek en schermen | Tel Aviv 1968 - Heidelberg 1972 - Toronto 1976 | 1x 1x     |
| Marc Jonniaux | rolstoelbasketbal             | Seoel 1988                                     |           |

## K
| sporter             | sport/sporten          | deelname                                       | medailles |
| ------------------- | ---------------------- | ---------------------------------------------- | --------- |
| luc Karremans       | alpineskiën            | Innsbruck 1984                                 |           |
| Michel de Kemp      | atletiek               | Heidelberg 1972 - Toronto 1976                 |           |
| Bieke Ketelbuter    | rugby                  | Londen 2012                                    |           |
| Johan van Keymeulen | zwemmen                | Tel Aviv 1968 - Heidelberg 1972 - Toronto 1976 |           |
| Jos Knevels         | Paardrijden (dressuur) | Sydney 2000 - Beijing 2004                     |           |
| Alfons Kuys         | boogschieten           | New York & Stoke Mandeville 1984 - Seoel 1988  | 2x        |

## L
| sporter           | sport/sporten          | deelname                                          | medailles |
| ----------------- | ---------------------- | ------------------------------------------------- | --------- |
| Martine Lacomblez | boogschieten           | New York & Stoke Mandeville 1984 - Barcelona 1988 | 1x        |
| Steven Laekeman   | Boccia                 | Barcelona 1992                                    |           |
| Koen Lambert      | Atletiek               | Barcelona 1992                                    |           |
| Kevin Lambrechts  | zwemmen                | Beijing 2008                                      |           |
| Luc van Landeghem | rolstoelbasketbal      | Seoel 1988                                        |           |
| Charles Ledent    | Atletiek               | Toronto 1976 - Arnhem 1980                        |           |
| Alain Ledoux      | tafeltennis            | Seoel 1988 - Barcelona 1992 - Atlanta 1996        | 1x        |
| Marc Ledoux       | tafeltennis            | Athene 2004 - Beijing 2008 - Londen 2012          | 1x 1x     |
| Marc Lorent       | Atletiek en CP-voetbal | Seoel 1988 - Barcelona 1992                       | 1x        |
| Robert Lorent     | tafeltennis            | Barcelona 1992 - Atlanta 1996 - Sydney 2000       | 1x        |
| Jose Lorquet      | Paardrijden (dressuur) | Beijing 2008                                      |           |
| Mathieu Loicq     | tafeltennis            | Athene 2004 - Beijing 2008 - Londen 2012          | 2x        |

## M
| sporter             | sport/sporten                   | deelname                                                                                   | medailles |
| ------------------- | ------------------------------- | ------------------------------------------------------------------------------------------ | --------- |
| Antoine Maeck       | tafeltennis                     | Sydney 2000                                                                                |           |
| Ludo Maesen         | boogschieten                    | Atlanta 1996                                                                               |           |
| Jonas Martens       | zwemmen                         | Sydney 2000 - Athene 2004                                                                  |           |
| Freddy Matton       | atletiek                        | Arnhem 1980 - New York & Stoke Mandeville 1984                                             | 1x 1x     |
| Ann Matthys         | Schermen en tafeltennis         | Tel Aviv 1968 - Heidelberg 1972 - Toronto 1976 - Arnhem 1980                               |           |
| Klison Mapreni      | Goalball                        | Athene 2012                                                                                |           |
| Danny de Meersman   | atletiek                        | Arnhem 1980 - Seoel 1988                                                                   | 1x        |
| Roland de Meersman  | rolstoeltennis                  | Barcelona 1992 - Sydney 2000 - Athene 2004                                                 |           |
| Rudy de Meersman    | atletiek                        | Arnhem 1980 - New York & Stoke Mandeville 1984 - Seoel 1988                                | 2x        |
| Gunther Meersschaut | Rugby                           | Athene 2012                                                                                |           |
| Patrick Mees        | rolstoelbasketbal               | Seoel 1988                                                                                 |           |
| Tamara Medarts      | zwemmen                         | Londen 2012                                                                                |           |
| Marcel van Meir     | CP-voetbal                      | Arnhem 1980 - Barcelona 1992                                                               | 1x        |
| Willy Mercier       | atletiek en alpineskiën         | Arnhem 1980 - Innsbruck 1984 - Innsbruck 1988 - Tignes-Albertville 1992 - Lillehammer 1994 | 1x        |
| Dirk Mertens        | wielrennen (tandem weg en baan) | Atlanta 1996                                                                               |           |
| Lars Mertens        | quad rugby                      | Athene 2004                                                                                |           |
| Jozef Meysen        | boogschieten                    | Toronto 1976 - Arnhem 1980                                                                 | 1x 1x     |
| Guy Michem          | quad rugby                      | Athene 2004                                                                                |           |
| Barbara Minneci     | paardensport                    | Londen 2012                                                                                |           |
| Dirk Musschoot      | CP-voetbal                      | Seoel 1988 - Barcelona 1992                                                                | 1x        |
| Myriam Muylaert     | tafeltennis                     | Athene 2004                                                                                |           |
| Carl Muylle         | bankdrukken                     | New York & Stoke Mandeville 1984 - Atlanta 1996                                            | 2x        |

## O
| sporter            | sport/sporten           | deelname                                                                      | medailles |
| ------------------ | ----------------------- | ----------------------------------------------------------------------------- | --------- |
| Remi Ophem         | atletiek                | Toronto 1976                                                                  | 1x 1x     |
| Remi van Ophem     | atletiek en bankdrukken | Heidelberg 1972 - Arnhem 1980 - New York & Stoke Mandeville 1984 - Seoel 1988 | 3x 3x     |
| Steve Orens        | Atletiek                | Barcelona 1992 - Atlanta 1996                                                 | 1x 2x     |
| Hugo van Overmeire | CP-voetbal              | Seoel 1988 - Barcelona 1992                                                   | 1x        |

## P
| sporter             | sport/sporten           | deelname                                                     | medailles |
| ------------------- | ----------------------- | ------------------------------------------------------------ | --------- |
| Solange de Paepe    | tafeltennis             | Toronto 1976 - Arnhem 1980                                   |           |
| Wim de Paepe        | zwemmen                 | Athene 2004                                                  |           |
| Hans Pauwels        | zwemmen                 | New York & Stoke Mandeville 1984 - Seoel 1988                | 4x 3x 1x  |
| Frans Peeters       | boogschieten            | Toronto 1976                                                 |           |
| Stephane Pepin      | bankdrukken             | Barcelona 1992                                               |           |
| Jacky Pirson        | atletiek                | Arnhem 1980 - Seoel 1988                                     |           |
| Jean-Marc Pletinckx | tafeltennis             | Atlanta 1996                                                 | 1x        |
| Andre de Prins      | Atletiek                | Toronto 1976 - Arnhem 1980                                   |           |
| Geert Proot         | CP-voetbal              | Seoel 1988 - Barcelona 1992                                  | 1x        |
| Carine van Puyvelde | zwemmen                 | Seoel 1988 - Barcelona 1992 - Atlanta 1996 - Sydney 2000     | 2x 2x     |
| Marie Line Pollet   | tafeltennis en atletiek | Arnhem 1980 - New York & Stoke Mandeville 1984 - Sydney 2000 | 2x 1x     |

## R
| sporter             | sport/sporten          | deelname                                          | medailles |
| ------------------- | ---------------------- | ------------------------------------------------- | --------- |
| Rene Remmerie       | Schieten               | Barcelona 1992                                    |           |
| Lucien van Rennebog | langlaufen             | Örnsköldsvik 1976                                 |           |
| Nick Rondelez       | atletiek en CP-voetbal | Seoel 1988                                        | 1x        |
| Patrick de Ryck     | Atletiek               | New York & Stoke Mandeville 1984 - Barcelona 1992 | 1x        |

## S
| sporter               | sport/sporten     | deelname                                                  | medailles |
| --------------------- | ----------------- | --------------------------------------------------------- | --------- |
| Martin Sallaert       | Atletiek          | Toronto 1976 - Arnhem 1980                                | 1x        |
| Ann-Gael de Saint     | atletiek          | Seoel 1988 - Barcelona 1992                               | 4x 1x     |
| Carmelo Scalisi       | boogschieten      | Arnhem 1980 - Seoel 1988 - Barcelona 1992                 | 1x        |
| Hubert Scarpat        | Schieten          | Barcelona 1992                                            |           |
| Tim Schoeters         | Schieten          | Sydney 2000                                               |           |
| Noel Schoonjans       | Atletiek          | Toronto 1976                                              |           |
| Antonio Serrao        | rolstoelbasketbal | Seoel 1988                                                |           |
| Marie-Annick Sevenans | Tennis            | Beijing 2008 - Londen 2012                                |           |
| Christel Seyen        | rolstoeltennis    | Atlanta 1996 - Sydney 2000                                |           |
| Didier Simons         | atletiek          | Barcelona 1992 - Sydney 2000                              |           |
| Pascal Sikorski       | CP-voetbal        | Barcelona 1992                                            |           |
| Hans Peter Stamper    | Schieten          | Barcelona 1992 - Atlanta 1996 - Sydney 2000 - Athene 2004 |           |
| Remi Standaert        | langlaufen        | Örnsköldsvik 1976                                         |           |
| Johan Stragier        | Schieten          | Barcelona 1992                                            |           |
| Danny de Sutter       | Atletiek          | Arnhem 1980                                               | 1x        |

## T
| sporter          | sport/sporten               | deelname                   | medailles |
| ---------------- | --------------------------- | -------------------------- | --------- |
| Luc Teirbrood    | CP-voetbal                  | Barcelona 1992             |           |
| Emiel Timmermans | wielrennen (weg en tijdrit) | Atlanta 1996 - Sydney 2000 |           |
| Kurt Torfs       | Boccia                      | Atlanta 1996               |           |
| Ive Theuwissen   | Rugby                       | Londen 2012                |           |

## U
| sporter             | sport/sporten | deelname                         | medailles |
| ------------------- | ------------- | -------------------------------- | --------- |
| Martin de Ulieghere | atletiek      | New York & Stoke Mandeville 1984 |           |
| Patrick de Uylder   | atletiek      | New York & Stoke Mandeville 1984 | 1x 1x     |

## V
| sporter             | sport/sporten                                   | deelname                                                                     | medailles |
| ------------------- | ----------------------------------------------- | ---------------------------------------------------------------------------- | --------- |
| Bob Vanacker        | quad rugby                                      | Athene 2004 - Londen 2012                                                    |           |
| Claude Vancoillie   | wielrennen (weg)                                | Barcelona 1992                                                               |           |
| Hilde Vandenabeele  | Boccia                                          | Barcelona 1992                                                               |           |
| Pierre Vanderheyden | bankdrukken                                     | Barcelona 1992 - Atlanta 1996                                                | 1x        |
| Chris Vandijck      | wielrennen (tandem weg en tijdrit)              | Barcelona 1992                                                               |           |
| Jean Vanderesse     | bankdrukken                                     | Barcelona 1992                                                               |           |
| Yannick Vandeput    | Zwemmeb                                         | Londen 2012                                                                  |           |
| Guy Vangils         | Schieten                                        | Barcelona 1992                                                               |           |
| Tom Vanhove         | Goalball                                        | Londen 2012                                                                  |           |
| Bruno Vanhove       | goalball                                        | Beijing 2008 - Londen 2012                                                   |           |
| Kurt Van Raefelghem | atletiek                                        | Barcelona 1992 - Atlanta 1996 - Sydney 2000 - Athene 2004 - Beijing 2008     | 1x 2x     |
| Glenn Van Thournout | Goalball                                        | Londen 2012                                                                  |           |
| Paul Van Winkel     | atletiek                                        | Arnhem 1980 - New York & Stoke Mandeville 1984 - Seoel 1988 - Barcelona 1992 | 7x 4x 1x  |
| Nico Vergeylen      | tafeltennis                                     | Barcelona 1992 - Atlanta 1996 - Sydney 2000 - Athene 2004 - Beijing 2008     | 1x        |
| Ronny Verhaegen     | quad rugby                                      | Athene 2004                                                                  |           |
| Ronald Verhaegen    | Rugby                                           | Londen 2012                                                                  |           |
| Alice Verhee        | atletiek, boogschieten, tafeltennis en schermen | Tel Aviv 1968 - Heidelberg 1972 - Toronto 1976                               | 1x 1x     |
| Ellen Vermander     | Boccia                                          | Barcelona 1992                                                               |           |
| Pieter Verlinden    | Boccia                                          | Londen 2012                                                                  |           |
| Bert Vermeir        | Paardrijden (dressuur)                          | Sydney 2000 - Athene 2004 - Beijing 2008                                     | 1x        |
| Ciska Vermeulen     | Paardensport                                    | Londen 2012                                                                  |           |
| Ugo Verstraete      | bankdrukken                                     | Seoel 1988 - Barcelona 1992                                                  |           |
| Marieke Vervoort    | Atletiek                                        | Londen 2012                                                                  |           |
| Sonja Vettenburg    | Schieten                                        | New York & Stoke Mandeville 1984 - Seoel 1988                                | 1x 1x     |
| Walhter Vlaminck    | Schieten                                        | Barcelona 1992                                                               |           |
| Eddy de Vos         | zwemmen                                         | Toronto 1976                                                                 | 2x 1x     |
| Marc de Vos         | atletiek en rolstoelbasketbal                   | Arnhem 1980 - New York & Stoke Mandeville 1984 - Seoel 1988                  | 6x 3x 2x  |
| Gert Vos            | rolstoeltennis                                  | Sydney 2000                                                                  |           |

## W
| sporter         | sport/sporten                     | deelname                                                      | medailles |
| --------------- | --------------------------------- | ------------------------------------------------------------- | --------- |
| Ronny Waterbley | atletiek, tafeltennis en Schermen | Toronto 1976 - Arnhem 1980 - New York & Stoke Mandeville 1984 |           |
| Xavier Windels  | bankdrukken                       | Barcelona 1992                                                |           |
| Gerard de Witte | atletiek                          | Toronto 1976 - Arnhem 1980                                    |           |
| Philip Wouters  | atletiek, Schieten en Schermen    | Toronto 1976 - Arnhem 1980                                    | 2x 2x     |
| John Wyns       | CP-voetbal                        | Seoel 1988 - Barcelona 1992                                   | 1x        |
| Frederik Windey | Rugby                             | Londen 2012                                                   |           |

## X
| sporter           | sport/sporten | deelname                                      | medailles |
| ----------------- | ------------- | --------------------------------------------- | --------- |
| Sebastian Xhrouet | zwemmen       | Barcelona 1992 - Atlanta 1996 - Sydney 2000 - | 3x        |

## Z
| sporter           | sport/sporten | deelname                                       | medailles |
| ----------------- | ------------- | ---------------------------------------------- | --------- |
| Richard de Zutter | tafeltennis   | Tel Aviv 1968 - Heidelberg 1972 - Toronto 1976 | 2x 1x     |

## bronnen
Paralympische Zomerspelen
Paralympische Winterspelen
Gerelateerd
Olympische Spelen · Olympische Jeugdspelen · Deaflympische Spelen · Special Olympic World Games
IPC · BOIC · NOC*NSF